# Zeriassa cuneicornis cuneicornis
Zeriassa cuneicornis cuneicornis es una subespecie de arácnido  del orden Solifugae de la familia Solpugidae.

## Distribución geográfica
Se encuentra en Angola.